# 水中毒
水中毒（みずちゅうどく、英語: water intoxication / water poisoning）とは、過剰の水分摂取によって生じる中毒症状であり、具体的には低ナトリウム血症や痙攣を生じ、重症では死亡に至る。人間の腎臓が持つ最大の利尿速度は、毎分16mLであるため、これを超える速度で水分を摂取すると、体内の水分過剰で細胞が膨化し、希釈性低ナトリウム血症を引き起こす水中毒に陥る。

## 症状
血液中のナトリウムイオン濃度の低下に伴い以下の症状が生じる。
- 135 - 145mEq/L - 基準値
- 130mEq/L - 軽度の疲労感
- 120mEq/L - 頭痛、嘔吐、精神症状
- 110mEq/L - 性格変化や痙攣、昏睡
- 100mEq/L - 神経の伝達が阻害され呼吸困難などで死亡

## 原因
水分の過剰摂取によって血液が希釈されてナトリウムの濃度が低下し、低ナトリウム血症を発症することが原因である。誤った知識に基づくダイエットや、大量の水分補給に注意する必要がある。1時間あたり1リットル程度の水分摂取（食物中の水分も含む）ならば、代謝や腎機能に疾患がなければ、前述のように1時間でほぼ全量が排尿されるため、水中毒になることはまずない。
水中毒は、自閉症や統合失調症の患者に多いことが知られ、2010年には、精神科病院における水中毒のための書籍も出版されている。日本の『統合失調症治療ガイドライン2008』においても、多飲症による水中毒は、向精神薬の副作用の項に記載され、統合失調症の慢性期によくみられる。
水中毒には、抗精神病薬の副作用とバソプレッシンの持続的分泌が関係するという仮説がある。抗利尿ホルモン不適合分泌症候群 (SIADH) の関与があるとみなす報告が多く、抗精神病薬によるドーパミン遮断作用は、飲水にかかわるアンジオテンシンIIを増加させて、そのことで水分を保持するバソプレッシンを分泌する。しかし、抗精神病薬の服用にかかわらず、自閉症では多飲が見られる。また、経尿道的前立腺切除術や経尿道的・経子宮頸管的内視鏡手術においても発症することがあると報告されている。
下痢などで激しい脱水症状を起こした際、スポーツドリンクを大量に与えると、特に乳幼児において、水中毒を惹起する。これは病的脱水時の水補給には、スポーツドリンクではナトリウム濃度が低すぎることから、低ナトリウム血症になることが原因である。病的な脱水時には経口補水液を用いる。
精神科病院の入院患者の10～20%に多飲が見られ、3～4%が水中毒を呈している。

## 治療
急激なナトリウム補給を行うと、横紋筋融解症を発症することがある。
- 水分の摂取の厳重な制限と水排泄促進
- 原因疾患を特定して治療
- 心因性多飲症によるものの場合、その原因の解明、解決
- 尿崩症に対する薬物治療（DDAVP）が原因の場合、薬剤の中止

### 精神科病院での対処
水中毒の専門家である松浦好徳が勤める山梨県立北病院においても、患者が水を飲みすぎて、けいれんが生じるのを防ぐために、多飲症の患者を保護室に隔離したため、隔離室の大半はそうした患者で占められるということがあったが、水を看護室にて自由に飲んでもらう代わりに、心理教育も行うことで、隔離は不要となった。

## ヒト以外
輸液において、低張性電解質の過剰投与により水中毒を引き起こすことがある。また、子牛においては水の過剰摂取を原因とした一過性に血色素尿を排泄する疾患が存在する。

## 著名な例
2012年に宮崎市の30代女性が入院先の病院で水中毒により死亡している。裁判では、抗精神病薬の副作用による口渇が主な原因であるとし、水分摂取を制限しなかった病院に、過失を認めた判決が下っている。
2007年にアメリカのラジオ局KDNDが開催した「水飲み大会」に、優勝商品のWii獲得のために参加した3児の母である28歳の女性が帰宅後に急性水中毒で死亡した。民事訴訟の結果、ラジオ局には賠償金1657万ドルの支払いが命じられた。ちなみに大会名は「Hold your wee for a Wii」（Wiiのために尿を我慢しよう）であり、参加者は排尿と嘔吐が禁じられていた。
2023年8月、アメリカ・インディアナ州の35歳の女性が夫と2人の娘とともにボートに乗っていた際、脱水症状を起こし、20分で16オンス(約473ml)のペットボトルを4本分飲んだのちに帰宅すると女性は自宅のガレージで気を失い、そのまま意識が戻らなかった。病院に運ばれたが、水中毒が原因で死亡した。
2024年8月、テレビ番組『めざましテレビ』のコーナー「きょうのわんこ」の犬の撮影で、あまりに長い撮影に水の量から飼い主が「もう水は飲めないです」と伝えた後にカメラマンが「もう1度いいですか」と何回も水を飲まし急死した、と飼い主がSNSで同年9月に訴えた。これに対し「水中毒ではないか」という声があがった。また一方で、炎天下の中の長時間の撮影であり熱中症の可能性や、誤嚥で水が肺に入った溺死の可能性も指摘された。